# Lyssomanes remotus
Lyssomanes remotus là một loài nhện trong họ Salticidae.
Loài này thuộc chi Lyssomanes. Lyssomanes remotus được Elizabeth Maria Gifford Peckham & George William Peckham miêu tả năm 1896.